# Peter von Hess
Peter von Hess, född 29 juli 1792, död 4 april 1871, var en tysk målare. Han var son till Carl Ernst Christoph Hess, bror till Heinrich Maria von Hess och Karl Hess samt far till Eugen Hess.
von Hess var landskaps- men framför allt bataljmålare, och utövade stort inflytande på genremåleriet i München. Hans arbeten visar på god iakttagelseförmåga, friskhet och åskådlighet i skildringen.

## Utmärkelser
- Maximiliansorden för konst och vetenskap,  1853
- Officer av Leopoldorden

[Redigera Wikidata]